# Guillaume Van Tongerloo
Guillaume Van Tongerloo (Meerle, Hoogstraten, Amberes, 29 de diciembre de 1933 - 	Hoogstraten, 19 de enero de 2017) fue un ciclista belga, que fue profesional entre 1957 y 1966. Combinó el ciclismo en carretera con el ciclismo en pista. 
En su palmarés no cuenta con victorias destacadas, aunque sí con numerosos critériums belgs. A pesar de eso, en 1961 lideró el Giro de Italia durante 2 etapas y finalizó octavo en la clasificación final y en 1963 acabó décimo en la Vuelta a España.

## Palmarés
- 1957

1º en la Bruselas-Zepperen
1º en la Folkestone-Crystal Palace
Vencedor de una etapa de la Carrera de la Paz
Vencedor de una etapa de la Sex-Dagars
- 1958

 : 1º en la Scheldeprijs, categoría independientes
- 1960

1º en la Houthalen-Helchteren
- 1962

1º en la Bilbao-Baiona
1º en el GP du Parisien (con Rik van Looy, Edgard Sorgeloos, Huub Zilverberg, Joseph Planckaert y Peter Post)
- 1963

1º en la Flecha dels Pólders

## Resultados en Grandes Vueltas y Campeonato del Mundo
| Carrera         | 1959 | 1960 | 1961 | 1962 | 1963 | 1964 | 1965 |
| --------------- | ---- | ---- | ---- | ---- | ---- | ---- | ---- |
| Giro de Italia  | -    | -    | 8º   | Ab.  | Ab.  | -    | -    |
| Tour de Francia | Ab.  | -    | -    | 44.º | 45.º | 53.º | 80.º |
| Vuelta a España | -    | -    | -    | -    | 10º  | -    | -    |